# شهرك هلته (مقاطعة دالاهو)
شهرك هلته (بالفارسية: شهرک هلته) هي قرية تقع في قسم حومة كرند الريفي (مقاطعة دالاهو) في إيران. يقدر عدد سكانها بـ 279 نسمة بحسب إحصاء 2016.